# Jan Pahor
 Jan Pahor  , slovenski nogometaš, * 10. junij 1986, Koper.

## Življenjepis
Jan Pahor je nekdanji slovenski mladinski reprezentant,ki je bil rojen in odraščal v Kopru.Z nogometom se je začel ukvarjati z vstopom v Osnovno šolo.